# روزشمار ریاست‌جمهوری حسن روحانی (۱۳۹۵)
این نوشتار به روزشمار حسن روحانی رئیس‌جمهور ایران در سال ۱۳۹۵ می‌پردازد.

## فروردین
۱ فروردین
- در صبحگاه اول فروردین ۱۳۹۵، حسن روحانی، رئیس جمهوری پس از تحویل سال خورشیدی پیام نوروزی صادر کرد. وی در این پیام گفت: «ملت بزرگ ما که همیشه پیشگام بودند، «برجام ۲» را در ۷ اسفند سال گذشته کلید زدند. «برجام ۲» همان اقدام مشترک ملی در داخل کشور است که با وحدت، آشتی و با همدلی شروع خواهد شد؛ برجامی که قبل از اقتصاد از اخلاق آغاز می‌شود.» رئیس جمهور ایران در پیام‌های جداگانه‌ای فرارسیدن نوروز ۱۳۹۵ را به سران کشورهای افغانستان، تاجیکستان، پاکستان، آذربایجان، ترکمنستان، ارمنستان، قزاقستان، ازبکستان و ترکیه تبریک گفت.

- حسن روحانی، رئیس جمهوری در نخستین ساعات نوروز سال ۱۳۹۵، با حضور در مرکز توانبخشی سالمندان و معلولین خیریه کامرانی شهرقدس، در فضایی عاطفی و صمیمی، دیداری عیدانه با مددجویان این مرکز داشت.

- حسن روحانی، رئیس جمهوری در نخستین ساعات نوروز سال ۱۳۹۵ و در بازدید از ایستگاه سلامت اورژانس تهران در کیلومتر هشت بزرگراه تهران-کرج، برضرورت آمادگی بیش از پیش مراکز اورژانس در ایام نوروز برای ارائه کمک و خدمت‌رسانی به مردم و مسافران تأکید کرد.

- حسن روحانی، رئیس جمهوری در آغازین ساعات سال ۱۳۹۵ با حضور در بیمارستان روانپزشکی نیایش، از جانبازان بستری در این بیمارستان عیادت و با آنان در فضایی صمیمی و معنوی گفتگو کرد.

- حسن روحانی، رئیس جمهور ایران و محمداشرف غنی، رئیس جمهور افغانستان در گفتگویی تلفنی ضمن تبریک فرارسیدن عید نوروز بر گسترش دوستی عمیق میان دو ملت همسایه و توسعه همکاری‌ها و روابط دوجانبه تأکید کردند.

۲ فروردین
- حسن روحانی، رئیس جمهوری در گفتگویی تلفنی با سید علی خامنه‌ای، رهبر انقلاب اسلامی، فرارسیدن سال ۱۳۹۵ هجری شمسی را به وی تبریک گفت.

- حسن روحانی، رئیس جمهوری در تماس تلفنی با مراجع تقلید به مناسبت آغاز سال جدید، ضمن تبریک حلول سال نو، برای آنان سلامتی و سالی سرشار از برکت و موفقیت مسالت نمود.

- رجب طیب اردوغان، رئیس جمهور ترکیه با ارسال پیامی، عید نوروز را از سوی خود و ملت ترکیه، به حسن روحانی، رئیس جمهوری و مردم ایران تبریک گفت و آرزو کرد نوروز برای منطقه وجهان پیام‌آور صلح و آرامش باشد.

- حسن روحانی، رئیس جمهوری به منظور شرکت در اجلاس سالانه رؤسای مناطق آزاد تجاری کشور روز دوشنبه وارد جزیره کیش شد.

- حسن روحانی، رئیس جمهوری از شرکت دانش بنیان «همانند ساز بافت» جزیره کیش که فعال در ساخت بافت‌های طبیعی بدن به وسیله کشت سلول‌ها و مهندسی بافت است، بازدید کرد.

- حسن روحانی، رئیس جمهوری از تصفیه خانه ده هزار متر مکعبی جزیره کیش بازدید کرد.

- حسن روحانی، رئیس جمهوری از طرح اصلاح و بهسازی نوار ساحلی غرب جزیره کیش و همچنین هتل ترنج که در یکصد واحد مجزای ۴۰، ۶۰ و ۱۲۰ متری بر روی آب ساخته شده، بازدید کرد.

- حسن روحانی، رئیس جمهوری از طرح احداث نیروگاه تولید برق و آب در جنوب جزیره کیش بازدید کرد.

۳ فروردین
- حسن روحانی، رئیس جمهوری در نشست شورای عالی و مدیران عامل مناطق آزاد برنامه‌ریزی و تلاش بیشتر برای اجرای سیاست‌های اقتصاد مقاومتی را مورد تأکید قرار داد و تصریح کرد: اقتصاد مقاومتی با اقدام، عمل، برنامه‌ریزی و پرهیز از شعار محقق می‌شود.

۵ فروردین
- مراسم تشییع و خاکسپاری مادر همسر حسن روحانی، رئیس جمهوری، با حضور وی روز پنج‌شنبه در سمنان برگزار شد.

- مجلس ترحیم مادر همسر حسن روحانی، رئیس جمهوری با حضور وی عصر پنجشنبه در مسجد المهدی سمنان برگزار شد.

۶ فروردین
- حسن روحانی، رئیس جمهوری پیش از عزیمت به اسلام‌آباد برای انجام سفری دو روزه به پاکستان و دیدار و گفتگو با مقامات این کشور در گفتگو با خبرنگاران در فرودگاه مهرآباد تهران، گفت: «کشور پاکستان با مردمانی بزرگ و اشتراکات دینی، تاریخی و فرهنگی برای جمهوری اسلامی ایران کشوری حائز اهمیت است.»

- حسن روحانی، رئیس جمهوری به دعوت رسمی رئیس‌جمهوری و نخست‌وزیر پاکستان، روز جمعه وارد اسلام‌آباد پایتخت پاکستان شد.

- حسن روحانی، رئیس جمهوری به‌طور رسمی در کاخ نخست وزیری پاکستان از سوی نواز شریف، نخست‌وزیر این کشور مورد استقبال رسمی قرار گرفت.

- حسن روحانی، رئیس جمهوری در نشست هیئت‌های عالی‌رتبه ایران و پاکستان، با اشاره به امکانات گسترده دو کشور برای تعمیق همکاری‌ها به ویژه در بخش‌های اقتصادی اظهار داشت: «ارزش مبادلات اقتصادی دو کشور در سال‌های پیش رو باید با فراهم کردن تسهیلات بیشتر در بخش‌های تجاری و بانکی به سالانه ۵ میلیارد دلار برسد.»

- جمهوری اسلامی ایران و جمهوری اسلامی پاکستان عصر جمعه با هدف گسترش همکاری‌های دوجانبه در حضور رؤسای دولت دو کشور شش سند همکاری امضا کردند.

- حسن روحانی، رئیس جمهوری در پایان نشست امضای اسناد همکاری ایران و پاکستان به مذاکرات خود با نخست وزیر پاکستان اشاره کرد و اظهار داشت: «در این مذاکرات در زمینه مسایل اقتصادی و ظرفیت‌های توسعه آن از جمله در حوزه‌های انرژی، گاز و صادرات برق بحث و گفتگو شد.»

۷ فروردین
- حسن روحانی، رئیس جمهوری در محل اقامت خود در اسلام‌آباد، مشاور نخست وزیر پاکستان در امور خارجی را به حضور پذیرفت.

- حسن روحانی، رئیس جمهوری در نشست مشترک اقتصادی بازرگانان ایران و پاکستان، تأکید کرد که سیاست جمهوری اسلامی ایران، تعامل سازنده با جهان وهمسایگان و از جمله پاکستان است.

- حسن روحانی، رئیس جمهوری در پیامی ضمن ابراز تالم و تأثر از وقوع سانحه سقوط بالگرد اورژانس در استان فارس و جان باختن تعدادی از ایرانیان در حال خدمت به مردم؛ این حادثه تلخ و اندوه بار را به ملت ایران و خانواده‌های جان باختگان تسلیت گفت.

- حسن روحانی، رئیس جمهوری در محل اقامت خود، ژنرال «راحیل شریف» فرمانده کل ارتش پاکستان را به حضور پذیرفت.

- روسای جمهوری اسلامی ایران و جمهوری اسلامی پاکستان طی نشستی مشترک در اسلام‌آباد، دربارهٔ مهمترین مسایل دوجانبه، منطقه‌ای و بین‌المللی با یکدیگر گفت‌وگو و تبادل نظر کردند.

- حسن روحانی، رئیس جمهوری در دیدار علما و نخبگان پاکستان با تأکید بر اینکه اسلام به عنوان دین میانه‌روی، اعتدال و اخلاق، امروز بیش از هر زمان دیگری نیازمند کمک و فداکاری مسلمانان است، گفت: «امروز عده‌ای به نام اسلام به اقدامات تفرقه‌افکنانه و از آن بدتر به نام اسلام و جهاد، به آدم‌کشی و برادر کشی دست می‌زنند که این به معنای غربت اسلام رحمانی در دنیا است.»

- حسن روحانی، رئیس جمهوری در پایان سفر دو روزه خود به کشور پاکستان، در کنفرانس خبری با خبرنگاران پاکستانی و بین‌المللی ضمن تشریح برنامه‌ها و دستاوردهای این سفر بر آمادگی جمهوری اسلامی ایران برای توسعه، تقویت و تحکیم مناسبات و همکاری‌ها با کشور دوست و همسایه پاکستان تأکید کرد.

- حسن روحانی، رئیس جمهوری در پایان سفر دو روزه به پاکستان با بدرقه رسمی رئیس جمهوری این کشور، عازم تهران شد.

۸ فروردین
- حسن روحانی، رئیس جمهوری در دیدار نوروزی با جمعی از کارگزاران قوا و مدیران دستگاه‌های مختلف اجرایی کشور، اعلام کرد که دولت مصمم است در سال ۱۳۹۵ که از سوی رهبر معظم انقلاب اسلامی، سال «اقتصاد مقاومتی؛ اقدام و عمل» نامگذاری شده، برنامه‌های خود را برای تحقق سیاست‌های ابلاغی اقتصاد مقاومتی، با شتاب بیشتری درفرصت پسا تحریم ادامه دهد.

۹ فروردین
- مجلس ترحیم «ساره خاتون پیوندی»، مادر همسر رئیس جمهوری با حضور حسن روحانی در مسجد نور در تهران برگزار شد.

- حسن روحانی، رئیس جمهوری در پیامی ضمن ابراز تأسف و تأثر شدید از وقوع انفجار تروریستی در شهر لاهور پاکستان و ابراز همدردی با قربانیان این فاجعه دردناک، به نخست وزیر و ملت بزرگ پاکستان تسلیت گفت.

- روسای جمهوری اسلامی ایران و جمهوری روسیه روز دوشنبه دربارهٔ مهمترین مسایل منطقه‌ای و بین‌المللی، گفت‌وگو و تبادل نظر کردند. در این مکالمه تلفنی رئیس جمهوری روسیه گزارشی از آخرین تحولات سیاسی منطقه و مذاکرات روسیه و آمریکا در خصوص روند صلح در سوریه ارائه داد.

۱۶ فروردین
- حسن روحانی، رئیس جمهوری در دیدار وزیر، مدیران و کارکنان وزارت ارتباطات و فناوری اطلاعات، فناوری ارتباطات و اطلاعات را از پایه‌های توسعه کشور دانست و تأکید کرد که امروز برای تسریع در روند پیشرفت و توسعه کشور، نیازمند این فناوری هستیم.

۱۸ فروردین
- حسن روحانی، رئیس جمهوری در گفت و گوی تلفنی با رؤسای جمهوری آذربایجان و ارمنستان، ضمن دعوت طرفین به خویشتنداری، تأکید کرد که تهران خواهان بازگشت آرامش و ثبات به منطقه است.

۱۹ فروردین
- حسن روحانی، رئیس جمهوری در مراسم بزرگداشت روز ملی فناوری هسته‌ای، با تقدیر و سپاس از همه اندیشمندان و دانشمندانی که برای ارتقاء جایگاه ایران اسلامی تلاش می‌کنند، اعتدال را بنای اندیشه اسلامی و اساس پیشرفت کشور دانست و تأکید کرد: «دستاوردهای جهانی ایران اسلامی، نتیجه تفکر اعتدالی و تعامل مقتدرانه است.»

۲۱ فروردین
- حسن روحانی، رئیس جمهوری در دیدار مدیران بنیاد مسکن انقلاب اسلامی، فرمان امام خمینی (ره) مبنی بر تشکیل بنیاد مسکن انقلاب اسلامی در روزهای اولیه پس از پیروزی انقلاب را نشان از نیاز جامعه به مسکن و اهمیت آن در زندگی مردم دانست و اظهارداشت: «در حکم امام خمینی (ره) برای تشکیل بنیاد مسکن انقلاب اسلامی روشن است که ایشان از این که قشرها کم درآمد جامعه دارای مسکن مناسب نیستند در رنج بوده و اراده ایشان همواره بر این بود که بتوانیم افراد به شدت نیازمند را برای تهیه مسکن یاری کنیم.»

۲۲ فروردین
- حسن روحانی، رئیس جمهوری در دیدار خانم «مارینا کالیوراند» وزیر خارجه استونی، به حدود یک قرن روابط دوستانه میان دو کشور اشاره کرد و گفت: ایران و استونی از امکانات گسترده‌ای برای توسعه و تعمیق همکاری‌های مشترک برخوردارند که باید با بهره‌گیری مناسب از این امکانات، درهای جدیدی را برای توسعه روابط در حوزه‌های مورد علاقه گشود.

۲۳ فروردین
- حسن روحانی، رئیس جمهوری در مجموعه فرهنگی - تاریخی سعدآباد تهران از نورسلطان نظربایف، رئیس جمهوری قزاقستان به‌طور رسمی استقبال کرد.

- جمهوری اسلامی ایران و جمهوری قزاقستان برای توسعه بیش از پیش روابط و مناسبات دو جانبه، ۹ یادداشت تفاهم و موافقتنامه همکاری در بخش‌های مختلف به امضا رساندند.

- حسن روحانی، رئیس جمهوری امضای ۶۶ سند همکاری میان بخش‌های خصوصی و دولتی ایران و قزاقستان را نقطه عطفی در روابط تهران – آستانه دانست و تأکید کرد: «تهران از گسترش همکاری‌ها با آستانه، در عرصه‌های سیاسی، اقتصادی و فرهنگی استقبال می‌کند.»

- حسن روحانی، رئیس جمهوری در نشست هیئت‌های عالی‌رتبه جمهوری اسلامی ایران و قزاقستان، با اشاره به این که مذاکرات رؤسای جمهور دو کشور، در زمینه مسایل مورد علاقه موجب گسترش روابط شده است، گفت: «این سفر نقطه عطفی در ارتقاء سطح روابط و گسترش رایزنی‌های دو کشور خواهد بود.»

۲۴ فروردین
- حسن روحانی، رئیس جمهوری در مجموعه فرهنگی - تاریخی سعدآباد تهران از متئو رنتزی، نخست وزیر ایتالیا به‌طور رسمی استقبال کرد.

- جمهوری اسلامی ایران و جمهوری ایتالیا، با امضای شش یادداشت تفاهم و موافقتنامه همکاری، راه را برای گسترش بیش از پیش روابط تهران – رم در حوزه‌های سیاسی، اقتصادی و فرهنگی هموارتر کردند.

- حسن روحانی، رئیس جمهوری پس از مراسم امضای شش یادداشت تفاهم و موافقتنامه همکاری میان تهران – رم، در جمع خبرنگاران صحبت می‌کرد، اظهارداشت: جمهوری اسلامی ایران برای روابط خود با ایتالیا اهمیت زیادی قائل است و مواضع رم در دوران سخت تحریمها نیز، موضعی متعادل در مقایسه با برخی دیگر از کشورها بود.

- حسن روحانی، رئیس جمهوری در نشست مشترک هیئت‌های عالی‌رتبه ایران و ایتالیا، سفر نخست‌وزیر این کشور به عنوان بالاترین مقام اجرایی ایتالیا به ایران را گامی مهم در توسعه مناسبات دو کشور برشمرد و خاطرنشان کرد: «امروز زمینه‌های لازم برای تحرک بیشتر در روابط تهران – رم فراهم شده که باید با بهره‌گیری از ظرفیت‌های موجود، در راستای تعمیق و تحکیم روابط و همکاری‌های دو کشور تلاش کنیم.»

۲۵ فروردین
- حسن روحانی، رئیس جمهوری عصر چهارشنبه و پیش از ترک تهران برای شرکت در اجلاس سران کشورهای اسلامی در استانبول با خبرنگاران صحبت می‌کرد، اظهارداشت: «اجلاس سران کشورهای اسلامی از اینکه همه کشورهای اسلامی را مخصوصاً در شرایط امروز دنیای اسلام، دور یک میز جمع می‌کند، حائز اهمیت است.»

- حسن روحانی، رئیس جمهوری به منظور شرکت در سیزدهمین اجلاس سران کشورهای عضو سازمان همکاری اسلامی (OIC) وارد شهر استانبول ترکیه شد.

۲۶ فروردین
- سیزدهمین اجلاس سران کشورهای عضو سازمان همکاری اسلامی (OIC) با شعار «اتحاد و همبستگی برای عدالت و صلح»، روز پنجشنبه با حضور رئیس جمهوری اسلامی ایران، در شهر استانبول ترکیه آغاز به کار کرد.

- حسن روحانی، رئیس جمهوری در اجلاس سران کشورهای اسلامی تقویت روابط با کشورهای اسلامی را از اولویت‌های اصلی جمهوری اسلامی ایران برشمرد و با تأکید بر اینکه هر حرکت تفرقه‌افکنانه‌ای در سازمان همکاری اسلامی قطعاً بی‌اعتبار است، اظهارداشت: «اختلافات در جهان اسلام، معضل همه ما است و حل‌وفصل اختلافات و سوءتفاهمات صرفاً از مسیر دیپلماتیک و با استفاده از روش‌های مسالمت‌آمیز و انجام مذاکرات میسر است.»

- حسن روحانی، رئیس جمهوری که برای شرکت در اجلاس سران سازمان همکاری اسلامی در استانبول بسر می‌برد، در پی وقوع سیلاب در برخی از استانهای جنوبی و غربی ایران و در گفت وگویی تلفنی با اسحاق جهانگیری، معاون اول رئیس جمهوری، دستورات لازم را برای بکارگیری همه امکانات جهت رفع فوری مشکلات سیل زدگان و روستاهای درگیر سیل، صادر کرد.

- حسن روحانی، رئیس جمهوری عصر پنج‌شنبه و در حاشیه اجلاس سران کشورهای عضو سازمان همکاری اسلامی در دیدار عبدالله عبدالله، رئیس اجرایی دولت وحدت ملی افغانستان با وی؛ روابط دیرینه، اشتراکات فرهنگی و نزدیکی دو ملت را برای جمهوری اسلامی ایران حائز اهمیت دانست و خاطر نشان کرد: ملت افغانستان در طول سال‌های متمادی سختی‌های فراوانی را متحمل شدند، اما در مسیر استقلال و امنیت خود پایدار بودند.

- حسن روحانی، رئیس جمهوری عصر پنج‌شنبه و در حاشیه اجلاس سران کشورهای عضو سازمان همکاری اسلامی در دیدار الهام علی اف، رئیس جمهوری آذربایجان بر تحکیم و توسعه همه‌جانبه مناسبات و همکاری‌های تهران- باکو و استفاده حداکثری از ظرفیت‌های موجود دو کشور در این راستا تأکید کرد.

- حسن روحانی، رئیس جمهوری عصر پنج‌شنبه و در حاشیه اجلاس سران کشورهای عضو سازمان همکاری اسلامی در دیدار «عبدالقادر بن صالح» رئیس مجلس سنای الجزایر با وی، ضمن اشاره به اینکه اندیشه انقلابی و مبارزه مردم الجزایر جایگاه خاصی نزد ملت ایران دارد و همواره روابط قلبی مستحکم و پایداری بین دو ملت برقرار بوده‌است، گفت: «امروز دو کشور دیدگاه‌های نزدیک و مشترکی نسبت به مسایل منطقه‌ای و بین‌المللی دارند و روابط تهران – الجزیره رو به توسعه است.»

- حسن روحانی، رئیس جمهوری عصر پنج‌شنبه و در حاشیه اجلاس سران کشورهای عضو سازمان همکاری اسلامی در دیدار محمد یوسف کلا، معاون رئیس جمهور اندونزی با وی، با اشاره به اینکه امروز شاهد دوران جدیدی در روابط خوب دو کشور هستیم، خاطر نشان کرد: «رایزنی و رفت و آمد مقامات و مسئولان ایران و اندونزی، مناسبات دوجانبه را تسریع می‌کند و امیدواریم در حوزه همکاری‌های اقتصادی، گام‌های جدی و تازه‌ای از سوی دو کشور برداشته شود.»

- حسن روحانی، رئیس جمهوری عصر پنج‌شنبه و در حاشیه اجلاس سران کشورهای عضو سازمان همکاری اسلامی در دیدار «یحیی بن محفوظ المنذری» رئیس مجلس الدوله عمان با وی، ضمن بیان اینکه جمهوری اسلامی ایران و عمان در مسایل گوناگون منطقه‌ای و بین‌المللی همواره در کنار و حامی یکدیگر بوده‌اند، گفت: «عمان در میان همسایگان برای ایران جایگاه ویژه‌ای دارد و مواضع خردمندانه عمان در دوران‌ها و تحولات منطقه‌ای، قابل تقدیر است.»

- حسن روحانی، رئیس جمهوری شامگاه پنج‌شنبه در دیدار ایرانیان مقیم ترکیه در استانبول گفت: «دولت یازدهم از ابتدای فعالیت خود به مردم قول داده بود تا در راستای حل و فصل مسئله هسته‌ای تلاش کند و در این راستا توانست در یک مذاکرات بسیار پیچیده با ابعاد گوناگون حقوقی، سیاسی، فنی و اقتصادی؛ این مسئله را با موفقیت به سرانجام برساند.»

۲۷ فروردین
- حسن روحانی، رئیس جمهوری صبح جمعه در حاشیه سیزدهمین اجلاس سران کشورهای عضو سازمان همکاری اسلامی در استانبول، در دیدار ماکی سال، رئیس جمهوری سنگال خاطرنشان کرد: «توسعه مناسبات همه‌جانبه با کشورهای آفریقایی برای جمهوری اسلامی ایران حائز اهمیت است و در این راستا آماده گسترش روابط در بخش‌های مختلف اقتصادی، علمی، فرهنگی، پزشکی و بهداشتی با سنگال هستیم.»

- حسن روحانی، رئیس جمهوری روز جمعه و در حاشیه سیزدهمین اجلاس سران کشورهای عضو سازمان همکاری اسلامی در استانبول، در دیدار سید سلطان حسن البولکیا، پادشاه برونئی، روابط دوستانه و خوب دو کشور را پایه‌ای برای توسعه همه‌جانبه مناسبات برشمرد و افزود: «تهران – سری بگاون می‌توانند در زمینه‌های مختلف از جمله خدمات فنی مهندسی، انرژی و پتروشیمی و حل و فصل مسایل منطقه‌ای و بین‌المللی مانند مبارزه با تفکرات افراطی همکاری‌های خوبی با هم داشته باشند.»

- حسن روحانی، رئیس جمهوری عصر جمعه به دعوت رسمی رجب طیب اردوغان، رئیس جمهوری ترکیه و به منظور انجام سفری دو جانبه و دیدار و گفتگو با مقامات بلندپایه ترکیه، وارد آنکارا پایتخت این کشور شد.

## اردیبهشت
۴ اردیبهشت
- حسن روحانی در دومین سمینار بین‌المللی محیط زیست، دین و فرهنگ به سخنرانی پرداخت و در بخشی از سخنان خود گفت: «ایران، زمانی که تروریست‌ها برای سقوط بغداد و دمشق تلاش می‌کردند، به ندای مظلومیت همسایگان خود پاسخ مثبت داد و اگر ایران نبود، داعش به‌طورعملی تحقق می‌یافت و امروز به جای یک گروه تروریستی با دولت تروریستی داعش مواجه بودیم. آنهایی که قدر مجاهدت‌های ایران را نمی‌دانند امروز به روشنی می‌بینند که ایران در کلام و عمل پرچم‌دار مبارزه با افراطی‌گری و خشونت در جهان است.»

۵ اردیبهشت
- حسن روحانی رئیس جمهوری اسلامی ایران روز یکشنبه در مجموعه فرهنگی - تاریخی سعدآباد تهران از جاکوب زوما، رئیس جمهوری آفریقای جنوبی به‌طور رسمی استقبال کرد.

- روسای جمهوری اسلامی ایران و جمهوری آفریقای جنوبی مذاکرات خود را موفقیت‌آمیز توصیف کرده و بر عزم و اراده جدی دو دولت برای توسعه و گسترش سطح همکاری‌های تهران – پرتوریا در زمینه‌های دو جانبه، منطقه‌ای و بین‌المللی تأکید کردند.

۶ اردیبهشت
- حسن روحانی رئیس جمهوری اسلامی ایران در دیدار وزیر خارجه مقدونیه، امکانات و توانمندی‌های دو کشور را برای توسعه و تعمیق سطح همکاری‌ها بسیار گسترده دانست و تأکید کرد که هیچ مانعی در مسیر گسترش روابط همه‌جانبه تهران و اسکوپیه وجود ندارد.

۱۱ اردیبهشت
- حسن روحانی رئیس جمهوری اسلامی ایران در دیدار رئیس مجلس سنا بلژیک تأکید کرد که جمهوری اسلامی ایران آماده توسعه و تعمیق همکاری‌ها با کشورهای عضو اتحادیه اروپا از جمله بلژیک در حوزه‌های دوجانبه، منطقه‌ای و بین‌المللی است.

۱۳ اردیبهشت
- پارک گون-هه، رییس جمهوری کره جنوبی در مجموعه تاریخی – فرهنگی سعد آباد مورد استقبال رسمی  حسن روحانی رییس جمهوری قرار گرفت. در جریان این سفر ۱۹ سند همکاری میان ایران و کره جنوبی امضا شد. 

۲۱ اردیبهشت
- حسن روحانی رییس جمهوری به منظور انجام بیست و هفتمین سفر استانی کاروان تدبیر و امید وارد کرمان شد.  

۲۹ اردیبهشت
- کولیندا گرابار-کیتاروویچ، رییس جمهوری کرواسی در مجموعه تاریخی – فرهنگی سعد آباد مورد استقبال رسمی  حسن روحانی رییس جمهوری قرار گرفت. در جریان این سفر ۲ سند همکاری میان ایران و کرواسی امضا شد. 

## خرداد
- نارندرا مودی، نخست وزیر هندوستان در مجموعه تاریخی – فرهنگی سعد آباد مورد استقبال رسمی  حسن روحانی رییس جمهوری قرار گرفت. در جریان این سفر ۱۲ سند همکاری میان ایران و هند امضا شد. 

- حسن روحانی در افتتاحیه دهمین دوره مجلس شورای اسلامی حضور یافت و سخنرانی کرد. 

- حسن روحانی رییس جمهوری به منظور انجام بیست و هشتمین سفر استانی کاروان تدبیر و امید وارد ارومیه شد. 

## تیر
۲۳ تیر
- حسن روحانی رییس جمهوری، در حکمی الهام امین زاده را به عنوان دستیار رییس جمهور در امور حقوق شهروندی منصوب کرد. 

- حسن روحانی رییس جمهوری، در حکمی مجید انصاری را به عنوان معاون حقوقی رییس جمهور منصوب کرد. 

- حسن روحانی رییس جمهوری، در حکمی علیرضا آوایی را به عنوان رییس دفتر بازرسی ویژه رییس جمهوری منصوب کرد. 

- حسن روحانی رییس جمهوری، در حکمی حسینعلی امیری را به عنوان معاون پارلمانی رییس جمهور منصوب کرد. 

۲۷ تیر
- حسن روحانی رییس جمهوری به منظور انجام بیست و نهمین سفر استانی کاروان تدبیر و امید وارد استان کرمانشاه شد. 